# Sobětuchy
Sobětuchy település Csehországban, a Chrudimi járásban. Sobětuchy Stolany, Rabštejnská Lhota, Chrudim és Lány településekkel határos. Lakosainak száma 993 fő (2024. január 1.).

## Népesség
A település lakosságának változását az alábbi diagram mutatja:
| Lakosok száma | 231  | 299  | 323  | 384  | 451  | 837  | 920  | 975  | 1023 | 993  |
|               | 1869 | 1900 | 1921 | 1961 | 1980 | 2011 | 2016 | 2019 | 2021 | 2024 |